# Küstenstraßen-Anschlag

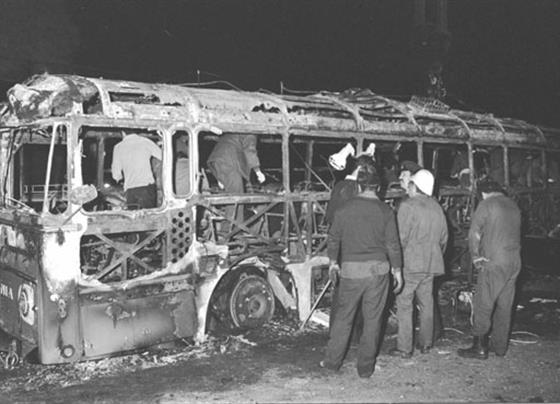
Ausgebrannter israelischer Bus

Als Küstenstraßen-Anschlag (hebräisch פִּגּוּעַ כְּבִישׁ הַחוֹף Piggūʿa Kvīsch haChōf, deutsch ‚Anschlag der Fernstraße der Küste‘, englisch Coastal Road Massacre) wird ein Terroranschlag der palästinensischen Fatah vom 11. März 1978 bezeichnet, bei dem 37 Zivilisten, darunter 10 Kinder, getötet und weitere 76 Zivilisten verletzt wurden. Es war bis dahin das schwerste terroristische Attentat in der Geschichte Israels und blieb es bis zum Massaker beim Festival Supernova Sukkot Gathering am 7. Oktober 2023. Nach einer Reihe von Anschlägen war der Küstenstraßen-Anschlag der unmittelbare Anlass für die Operation Litani im Libanon.

## Hergang
Am 11. März 1978, einem Sabbat, drangen elf Terroristen der palästinensischen Fatah unter der Führung der neunzehnjährigen Dalal al-Mughrabi vom südlichen Libanon aus mit Booten nach Israel ein. Sie landeten am Strand des Naturreservats Tanninim am Südrand Maʿagan Michaʾels. Zuerst ermordeten sie die US-amerikanische Touristin Gail Rubin, eine Nichte des US-amerikanischen Senators Abraham A. Ribicoff, am Strand, die dort Landschaftsaufnahmen machte. Sie stoppten ein Taxi und brachten dessen Insassen um, schossen und warfen Granaten auf Autofahrer auf dem vierspurigen Kvisch haChof (כְּבִישׁ הַחוֹף, klassifiziert als Haupt-Landesstraße 2, כְּבִישׁ אַרְצִי רָאשִׁי 2 Kvīsch Arzī Roschī ). Dann überfielen sie auf der Küstenstraße einen Bus mit Egged-Mitarbeitern auf der Rückfahrt von einem Betriebsausflug in Richtung Haifa und enterten noch einen zweiten auf dem Weg nach Tel Aviv. Nach einer Verfolgungsjagd über 53 Kilometer südwärts auf dem Kvisch  wurde der zweite Bus an einer Straßensperre der israelischen Verkehrspolizei nahe der westlichen Zufahrt zum Verkehrsknoten Mechlaf Glilot (hebräisch מֶחְלַף גְּלִילוֹת) im südlichen Herzlia gestoppt.
Es kam zu einem Schusswechsel und dramatischen Szenen. Der Bus geriet in Brand. Sechs Terroristen und ein israelischer Polizist wurden getötet, 20 Businsassen verbrannten bis zur Unkenntlichkeit. Eine inzwischen alarmierte israelische Militäreinheit, der auch Ehud Barak angehörte, kam erst spät zum Ort des Geschehens; Ehud Barak wurde dabei gefilmt, wie er Schüsse auf al-Mughrabi abgab und ihre Leiche über die Straße zog. Zwei bewaffneten israelischen Soldaten, die zufällig in der Nähe waren (Schaʾul Weizman, Sohn des damaligen Verteidigungsministers Ezer Weizman, und einem befreundeten Armeeoberst), gelang es zwei Terroristen festzunehmen. Die Polizei verhängte eine Ausgangssperre über den Nordteil Tel Avivs und den Süden der Ebene Scharon und versuchte drei flüchtige Terroristen aufzuspüren.
Später wurde intensiv debattiert, wieso es nicht gelungen war, rechtzeitig Antiterroreinheiten der Polizei oder des Militärs an den Ort des Geschehens zu bringen. Die etwa 30 anwesenden Polizisten waren unzureichend bewaffnet und mit der Situation völlig überfordert.

## Beitrag zum Libanonkrieg 1982
Dem Blutbad waren einige ähnliche Terroranschläge von PLO-Terroristen vorausgegangen, so der Avivim-Schulbus-Anschlag und das Maʿalot-Massaker. Als direkte Reaktion auf den Anschlag beschloss die israelische Regierung, der Bedrohung durch die PLO aus dem Libanon militärisch ein Ende zu bereiten. Der Küstenstraßen-Anschlag wurde so zum Auslöser für die Operation Litani, die in den ersten Libanonkrieg mündete.

## Attentäter
Von den elf Attentätern wurden neun erschossen. Die beiden überlebenden Terroristen, Khaled Abu Asba und Hussein Fayyad, wurden verhaftet. Beide Männer kamen nach sieben Jahren im Gefängnis im Rahmen eines Gefangenenaustausches (englisch Jibril Agreement) 1985 frei.

## Heroisierung der Tat auf arabischer Seite
Im Rahmen einer Freilassung einiger israelischer Gefangener im Jahr 2008 und der Rückführung der Gebeine von Ehud Goldwasser und Eldad Regev nach Israel wurden auch die sterblichen Überreste Mughrabis und weiterer PLO-Kämpfer in den Libanon überführt. Die Überführung der toten Terroristen wurde im Libanon wie auch von Seiten der Hisbollah triumphal gefeiert.
Bereits im März 2002 hatte die proisraelische 'Palestinian Media Watch' festgestellt und kritisiert, dass die Palästinensische Autonomiebehörde Mughrabi als Rollenvorbild bei Schulungen und Erziehungsmaßnahmen benutzt und etwa in Hebron eine Mädchenschule nach Dalal Mughrabi benannt hatte. Belgien, das die Schule finanzierte, kürzte daraufhin seine finanzielle Unterstützung für das Bildungssystem der Palästinensischen Autonomiebehörde. Im September 2018 wurde die Hilfe für Schulen komplett eingestellt.
Auch waren in den palästinensischen Autonomiegebieten Ausbildungsprogramme für Sicherheitsbehörden wie auch Sommerlager im Namen der Anführerin des Küstenstraßen-Massakers veranstaltet worden.
Dem Middle East Media Research Institute (MEMRI) zufolge hatte im Juli 2008 der Fernsehsender Al-Jazeera Mughrabi eine Sendung gewidmet und ihre Beteiligung am Küstenstraßen-Anschlag als „Geschlechtergrenzen überschreitendes Heldentum“ gefeiert („Heroism transcends the gender divide“).

## Todesopfer und Erinnerung in Israel

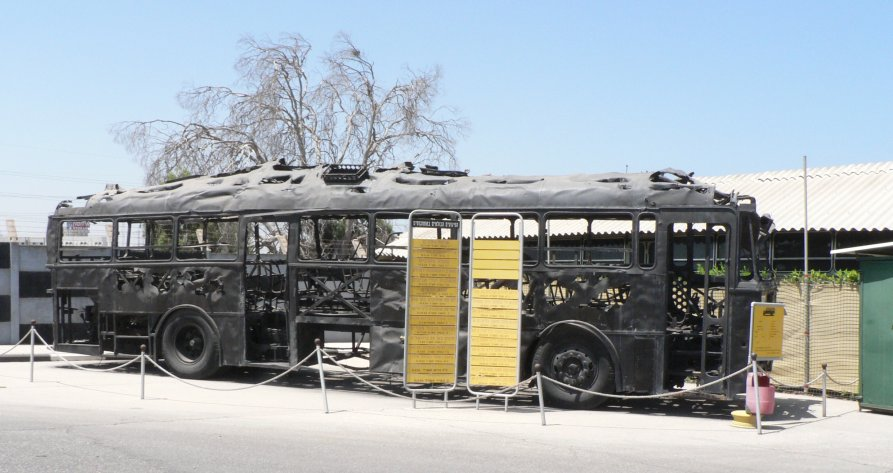
Ausstellung des Busses

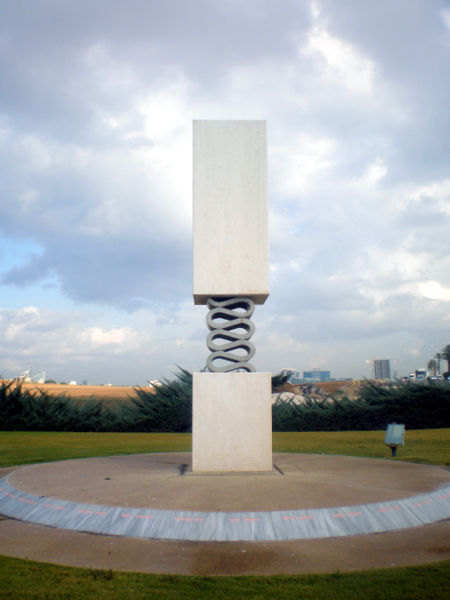
Denkmal am Mechlaf Glilot

Die ausgebrannten Überreste des Busses sind im Egged-Museum in Cholon zu finden. Zudem schuf der Bildhauer Jitzchaq Schmuʾeli (יִצְחָק שְׁמוּאֵלִי, 1941–1994) ein Denkmal, das 1982 am Ort des Busmassakers am Kvisch  bei Einmündung in den Verkehrsknoten Mechlaf Glilot im südlichen Herzliah errichtet wurde. Auf Namenstafeln werden die Opfer genannt:
| - Revital (Tali) Aharonovitsch (14 Jahre alt) - Erez Alfand (5) - Jitzchaq Alfand (44) - Chaviv Alnaqua (38) - Galit Alnaqua (2) - Jitzchaq (Jitzik) Alnaqua (10) - Matilda (Maty) Aschkenasy-Daniel (68) - Jehuda Basterman (32) - Dov Buschkanitz (36) - Rina Buschkanitz (34) - Josef Chaloani (66) - Amnon Drori (43) - Naʿomi Elichai (18) - Zvi (Zvika) ʿEschet (46) - Liʾat Gal-On (6) - Schimʿon Glutman (43) | - Naʿama Hadani (5) - Ilan Hochman (3) - Rivqa Hochman (28) - Roʿi Hochman (6) - Malka Leibovitsch-Weiss (58) - Abraham Losia (37) - Ziona Losia-Cohen (32) - Otari Manscharov (37) - Joʾav (Joʾavi) Mischqal (6) - Tuvia Rozner (53) - Gail Rubin (40) - Mordechai (Moti) Sajit (9) - Meʾir Segal (73) - Joseph Sosensky (56) - Katy (Rina) Sosensky (49) - Omri Tel-Oren (14) |